# We Have Band
We Have Band est un groupe d'electropop anglais, composé d'un couple : Thomas et Dede Wegg-Prosser et  d'un ami, Darren Bancroft.
Ils travaillent ensemble dans la maison de disques EMI avant de sortir leur premier album, WHB, chez le label indépendant français Naïve Records.

## Albums
- 2010 : WHB
- 2012 : Ternion
- 2014 : Movements

## Singles
- Divisive
- Love, What You Doing?
- OH!
- You Came Out
- Someone

## Liens
(en) Site officiel